# 제5회 골든 글로브상
제5회 골든 글로브상은 1947년 상영된 영화 중 가장 뛰어난 영화를 수상하기 위해 1948년 3월에 열린 시상식이다. 미국,헐리우드 루즈벨트 호텔에서 개최되었다.

## 수상

### 작품상-드라마
- 신사협정 - 엘리아 카잔 수상

### 여우주연상-드라마
- 모닝 비컴 일렉트라 - 로사린드 러셀 수상

### 남우주연상-드라마
- 이중 생활 - 로널드 콜먼 수상

### 여우조연상
- 신사협정 - 셀레스트 홈 수상

### 남우조연상
- 34번가의 기적 - 에드먼드 그웬 수상

### 감독상
- 신사협정 - 엘리아 카잔 수상

### 각본상
- 34번가의 기적 - 조지 시톤 수상

### 음악상
- 아버지와 인생을 수상

## 같이 보기
- 할리우드 외신 기자 협회
- 제1회 영국 아카데미 영화상
- 1947년 칸 영화제
- 제20회 아카데미상